# Mussaenda spectabilis
Mussaenda spectabilis är en måreväxtart som beskrevs av Henry Nicholas Ridley. Mussaenda spectabilis ingår i släktet Mussaenda och familjen måreväxter. Inga underarter finns listade i Catalogue of Life.